# Multikabel (geluidstechniek)

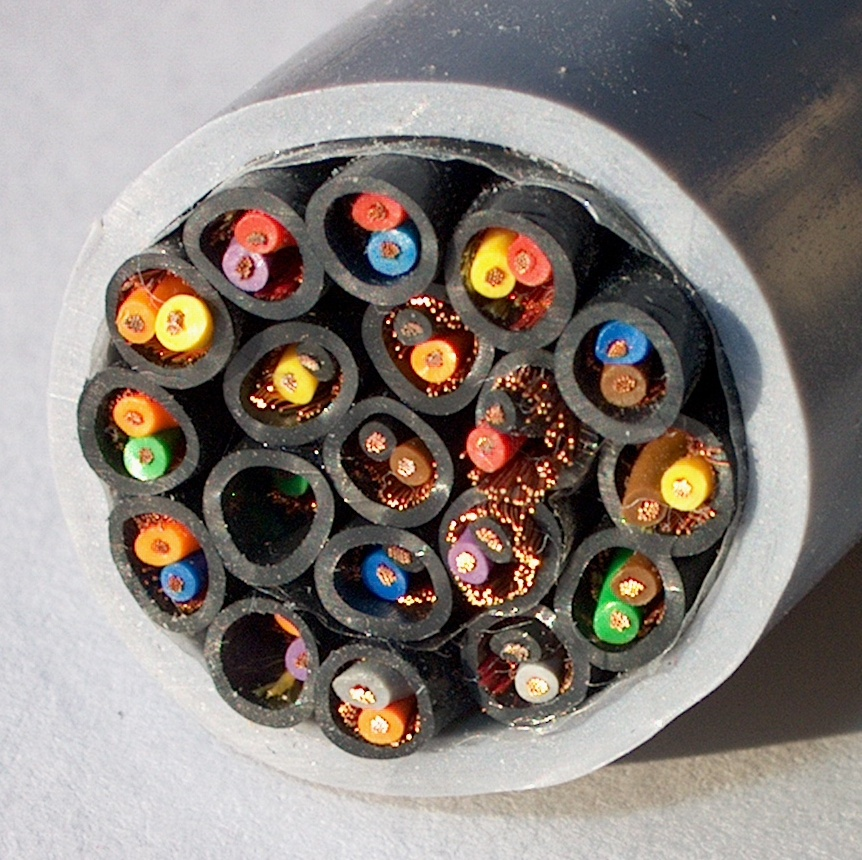
Belden multikabel (18 individueel afgeschermde aderparen, dikte 21mm)

Een multikabel is een kabel waarin alle kabels van geluidsapparatuur (zoals microfoon- en luidsprekersignaal) worden samengebracht, zodat de hoeveelheid kabels beperkt wordt tot één dikke kabel. De verbinding tussen de losse kabels en de multikabel geschiedt voor microfoonsignaal met een stagebox. Bij luidsprekersignaal wordt er meestal van patchpanels gebruikgemaakt.
Ook bij lichtinstallaties worden multikabels gebruikt. Deze worden meestal in theaterzalen, of op discotheken waar de geluidsinstallatie blijft staan, gebruikt, voornamelijk van de dimmerpacks naar de lampen die boven het podium of in het dak hangen.